# Tomasz Ducki
Tomasz Ducki (także Tamás Ducki, ur. 1982 w Budapeszcie) – polski reżyser animacji i grafik. Twórca filmów animowanych.
Ukończył reżyserię animacji w Moholy-Nagy Művészeti Egyetem w Budapeszcie oraz w National Film and Television School w Londynie. Współpracował z festiwalami animacji oraz brał udział w produkcjach seriali i filmów autorskich. Twórca animowanego serialu dla dorosłych Don’t You Want Me. Reżyser wielokrotnie nagradzanych animowanych filmów krótkometrażowych, takich jak Łaźnia (2013) czy Linia Życia (2007), nominowany m.in. do Cartoon d’Or. Autor teledysków i wizualizacji dla zespołów takich jak Basement Jaxx czy Zhu.
Ekspert Polskiego Instytutu Sztuki Filmowej w roku 2015.